# Aeronautics Dominator
Aeronautics Dominator – izraelski, bezzałogowy aparat latający (UAV - Unmanned Aerial Vehicle), klasy MALE (Medium-Altitude Long-Endurance/statek powietrzny o średniej wysokości i długotrwałości lotu) produkcji firmy Aeronautics Defense Systems. Aparat jest bezzałogową wersją austriackiego samolotu Diamond DA42.

## Historia
Aparat został zbudowany na bazie dwusilnikowego samolotu Diamond DA42 i jest przeznaczony do długotrwałej obserwacji sięgającej 28 godzin w powietrzu. W zależności od wymagań potencjalnego odbiorcy może być wyposażony w optoelektroniczną głowicę obserwacyjną z laserowym wskaźnikiem celów, systemy radiolokacyjne, systemy służące rozpoznaniu radioelektronicznemu, środki łączności i retlanslacji lub radar z syntetyczną aperturą. Aparat jest certyfikowany według przepisów Federal Aviation Administration (Federalna Administracja Lotnictwa Stanów Zjednoczonych) dzięki czemu może operować w cywilnej przestrzeni powietrznej, a tym samym zwiększa się liczba potencjalnych odbiorców bezpilotowca. Pierwszy lot odbył się w lipcu 2009 roku. Aparat startuje i ląduje jak klasyczny samolot. Lot może odbywać się po wcześniej zaplanowanej trasie w pełni autonomicznie lub być kontrolowany przez operatora znajdującego się na ziemi.

## Konstrukcja
Dominator jest wolnonośnym, dwusilnikowym dolnopłatem wykonanym z kompozytów z usterzeniem w kształcie litery T. Trójpodporowe podwozie chowane w locie. Przednie do wnęki w kadłubie, główne do wnęk w skrzydłach. Na końcach skrzydeł znajdują się winglety.